# Kire Ristevski
Kire Ristevski (makedonska: Кире Ристевски), född 22 oktober 1990, är en makedonsk fotbollsspelare som spelar för AEL Limassol. Sedan 2014 representerar han även Nordmakedoniens landslag.